# Scopula palleuca
Scopula palleuca är en fjärilsart som beskrevs av Louis Beethoven Prout 1925. Scopula palleuca ingår i släktet Scopula och familjen mätare. Inga underarter finns listade.